# Katherine Jenkins
Katherine Jenkins (Neath, 29 juni 1980) is een Welshe zangeres. Ze is een mezzosopraan en combineert diverse muziekstijlen, zoals opera, musical en popmuziek.

## Biografie
Jenkins won op jonge leeftijd meerdere zangwedstrijden. Ze studeerde later aan het conservatorium Royal Academy of Music. In 2003 werd ze bekend bij het grote publiek toen ze in de Kathedraal van Westminster zong tijdens het zilveren (25-jarig) jubileum van paus Johannes Paulus II. Van Universal Classics and Jazz kreeg ze kort daarna een platencontract aangeboden, voor zes albums, ter waarde van een recordbedrag in de klassieke muziek van 1 miljoen pond. Zes van de zeven albums die ze tussen 2004 en 2008 uitbracht kwamen op nummer één in de Engelse hitlijsten. Twee jaar achtereen, in 2005 en in 2006, kreeg ze bovendien voor haar albums de Classic Brit Award als het album van het jaar. Ze deed in 2012 mee aan het veertiende seizoen van de Amerikaanse televisieshow Dancing with the Stars en behaalde daar de tweede plaats. In januari 2014 werd Jenkins benoemd tot Officier in de Orde van het Britse Rijk.
Ze was in 2011 korte tijd verloofd met de Welshe presentator Gethin Jones, die ze in 2005 had leren kennen. Eind 2011 gingen ze uit elkaar. Jenkins huwde in 2014 met de Amerikaanse artiest Andrew Levitas. Het stel heeft samen een dochter en een zoon.

## Discografie

### Albums
- Première (2004)
- Second Nature (2004)
- Living a Dream (2005)
- Serenade (2006)
- Rejoice (2007)
- Sacred Arias (2008)
- Believe (2009)
- Daydream (2011)
- This is Christmas (2012)
- Home Sweet Home (2014)
- The Platinum Collection (2015)
- Celebration (2016)